# Барнзли
Барнзли (на английски: Barnsley) е град в северната част на област (графство) Южен Йоркшър – регион Йоркшър и Хъмбър, Англия. Той е административен и стопански център на едноименната община Барнзли. Населението на града към 2001 година е 71 599 жители.
Барнзли е бивш индустриален град, развил се около въгледобивната и стъкларската промишленост.
Градът е представен във футболната лига на Англия от клуба ФК Барнзли, играещ мачовете си на стадион Оукуел.
Барнзли е сочен, като мястото на основаване на известната хевиметъл група Саксън.

## История
Най-ранните свидетелства за града са от 1086 година в средновековната Книга на Страшния съд, където селището е наречено „Berneslai“ с население от 200 души. Градчето почти не се развива до към 1150 година, когато е дадено под опеката на манастир посветен на Йоан Богослов. Монасите решават да изградят нов град, където три главни пътя се пресичат: от Шефилд към Уейкфийлд, от Родъръм към Хъдърсфийлд и от Донкастър към Чешър. Старото селце става известно като Оулд Барнзли (Old Barnsley) и започва да се развива на новия терен. Монасите издигат малка църква посветена на Света Богородица, основан е и седмичен пазар, както и годишен панаир. Въпреки това, до към средата на XVI век населението не надвишава 600 души.
Бурното развитие на града започва през XVII век, когато Барнзли се превръща във важна спирка по едно от главните направления в кралството – Лондон-Шефилд-Лийдс. Значителния трафик спомага развитието на търговията и хотелиерството. През XVIII и XIX век, градът израства като важен промишлен център, известен с производството на стъкло, ленен текстил и най-вече с въгледобива.
Известния писател Джордж Оруел споменава Барнзли в книгата си „The Road to Wigan Pier“ (1937). Той живее в града няколко дена, в миньорска къща, докато прави проучвания за книгата си. Писателя се изказва критично относно решението на местната управа за построяване но нова представителна сграда на кметството, вместо да вложат средствата в подобряване на условията за живот на работническата класа.

## География
Барнзли е разположен в северната част на общината в близост до границата с графство Западен Йоркшър. Стопанският център на областта – Шефилд отстои на около 19 километра в южна посока.
В непосредствена близост до града преминава Магистрала М1 по транспортния коридор Лондон – Нортхамптън – Лестър – Нотингам – Шефилд – Лийдс.

## Демография
Изменение на населението на града за период от две десетилетия 1981 – 2001 година:
| година    | 1981   | 1991   | 2001   |
| --------- | ------ | ------ | ------ |
| население | 76 783 | 75 120 | 71 599 |